# Ortaköy, Mardin
Ortaköy là một thị trấn thuộc huyện Mardin, tỉnh Mardin, Thổ Nhĩ Kỳ. Dân số thời điểm năm 2010 là 7.153 người.